# Agromyza schlingerella
Agromyza schlingerella este o specie de muște din genul Agromyza, familia Agromyzidae, descrisă de Spencer în anul 1981.
Este endemică în California. Conform Catalogue of Life specia Agromyza schlingerella nu are subspecii cunoscute.